# Eino Hanski
Eino Hanski, född 17 juli 1928 i Sankt Petersburg (dåvarande Leningrad), död 17 augusti 2000 i Göteborg, var en  finsk-svensk författare, dramatiker och skulptör verksam i Sverige från 1945.

## Biografi
Eino Hanski föddes 17 juli 1928 i dåvarande Leningrad. Hans far var en finsk arbetare som 1921 hade flytt undan förföljelsen av kommunister i Finland. Modern var karelska. Eino Hanskis modersmål var ryska.
Med sin mor och syster tvingas han fly från det av tyskarna belägrade Leningrad. Flykten undan svält, krig och förföljelse tog honom via Ukraina, Polen och Finland slutligen till Sverige 1945 i en fiskebåt. Belägringen och flykten därifrån beskriver han i romantrilogin De långa åren som kom ut 1972.
I Sverige bosatte han sig i Göteborg, där han mestadels bodde på Pölgatan. Han försörjde sig i perioder som skogsarbetare, industriarbetare (bland annat på SKF) och hamnarbetare. Han arbetade även på ungdomsgård, som fotograf och som vandrarhemsföreståndare. Hanski verkade för insamling till nödlidande i Sankt Petersburg.[när?]

## Författarskap
Hanski debuterade som författare 1965 och skrev en mängd böcker om framförallt ryska och karelska livsöden. I Masha-serien berättar han sin föräldragenerations historia. De som reste sig, gjorde ryska revolutionen och sen fick leva i armod under de nya eliten. Den sista avslutande delen av serien hann han inte färdigställa innan han dog. Bilden av Sovjetunionen, och indirekt Sverige, nyanserades i böckerna Eino Hanski i Sovjet (1974) och Onda själar (1981).
I Brödrabataljonen (1979) utgick Hanski från egna och andras erfarenheter, efterforskningar och intervjuer, för att teckna en berättelse om några ingermanländares öden under andra världskriget. Han arbetade även på en bok om svenska motståndsmän i det nazistiska Norge.
Hans böcker fick stor spridning via Bra Böckers bokklubb. Hanski var trots sin stora bokproduktion ordblind.[källa behövs]

## Konstnärskap

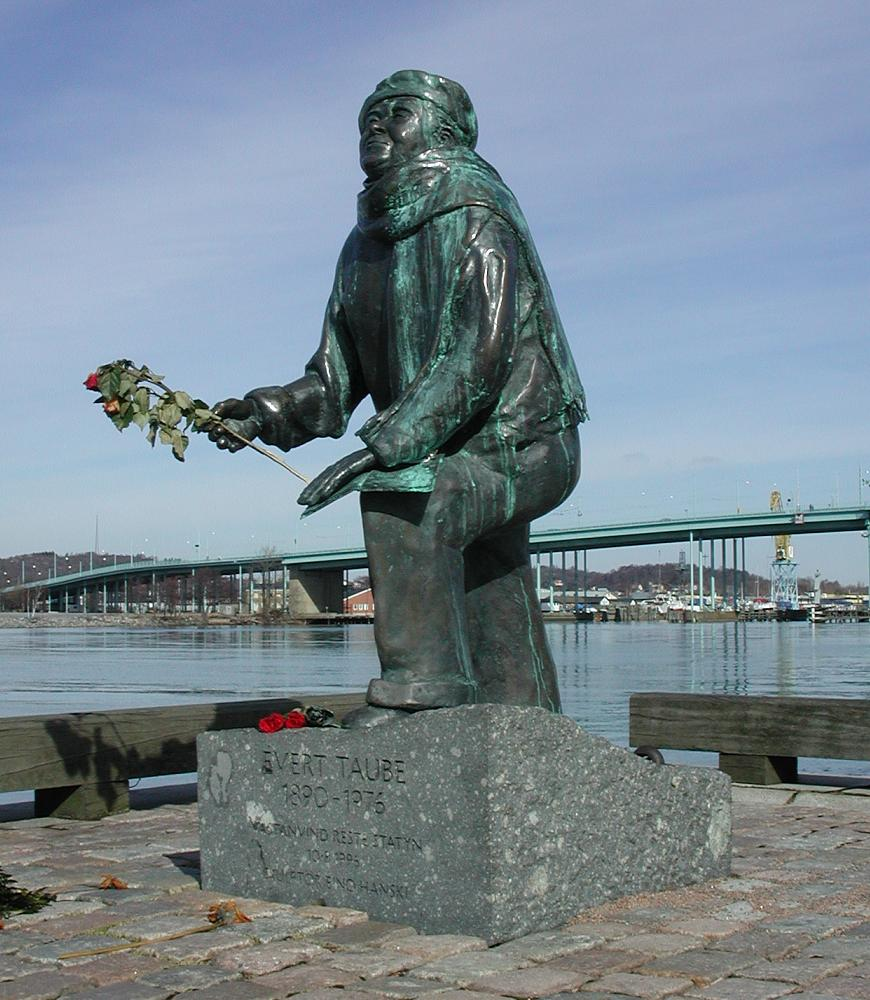
Skulpturen Evert Taube utanför GöteborgsOperan.

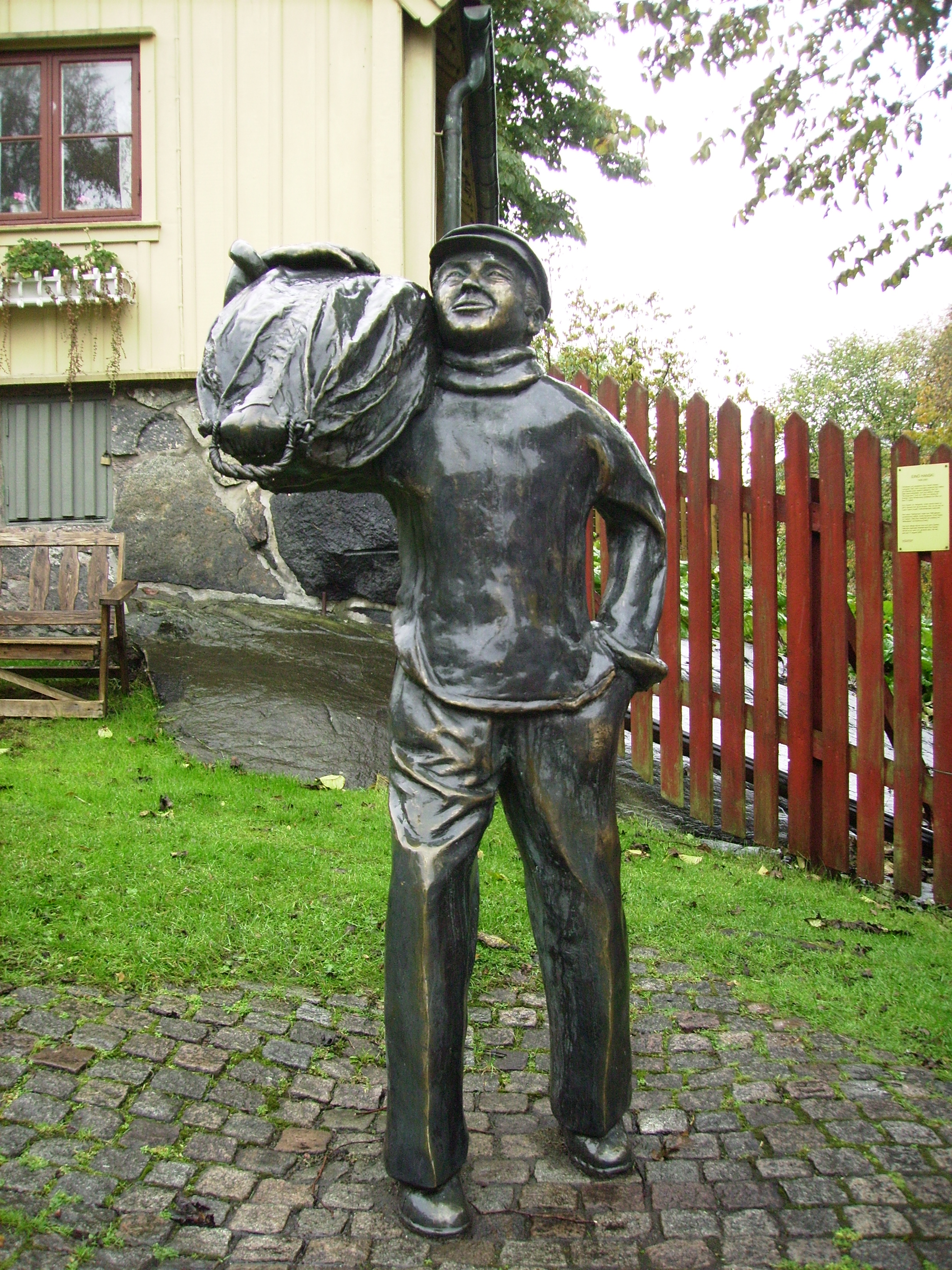
Sjömannen Stigbergs-Lasse i Kulturreservatet Gathenhielm.

Eino Hanski var även skulptör. I hans produktion finns ett flertal porträtt av kända män i helfigur. Han har bland annat tillverkat en staty av Sten-Åke Cederhök som är placerad på Liseberg i Göteborg, samt en skulpturgrupp om Leningrads belägring av tyskarna.[var?]
Han utförde även Evert Taube vid Göteborgsoperan. Taube blickar mot barndomsön Vinga med penna och block. Insamlingen, initierad av Evert Taubes vänner, för att skapa verket fick bidrag från Länsstyrelsen, näringsliv och privatpersoner. Vid invigningen närvarade bland annat syskonen Barbro Undset och Gösta Taube samt representanter från Göteborgs och Bohus län och Göteborgs kommun.[källa behövs]
På skulpturens bronsplatta står det: "Evert Taube född 12/3 1890, Stora Badhusgatan 7, Göteborg. Statyn i skala 1/1 (168 cm hög) utförd av Eino Hanski. Rest den 10/8 1996 av Västanvind, Astri & Evert Taubes vänner." Varje år hyllas Evert Taube på sin födelsedag med blommor, sång och musik på platsen.
Sjömannen avtäcktes på Kulturreservatet Gathenhielm på Reservatets Dag den 1 september 1996, bara några veckor efter Evert Taube. Konstverket är en hyllning till sjöfolk. Den bekostades med medel ur Charles Felix Lindbergs donationsfond.

## Verkproduktion

### Pjäser
- Forskaren (1978), TV-serie
- Ta för dig! (1982)

### Skulpturer
- Medmänsklighet (1992), Forskningsgången på Lindholmen.[5]
- Evert Taube (1996), Jussi Björlings plats utanför Göteborgsoperan.[6]
- Stigbergs-Lasse också kallad Sjömannen (1996), Kulturreservatet Gathenhielm.[7]
- Gränslös tanke (1997), Hörselgången på Lindholmen.[8]
- Sten-Åke Cederhök (1998), Liseberg.[9]
- Månskäran (1999), Johan Willins gata i Gårda.[10]
- Skulpturgrupp om tyskarnas belägring av Leningrad.[när?][var?]